# Saint-Germier, Tarn
Saint-Germier är en kommun i departementet Tarn i regionen Occitanien i södra Frankrike. Kommunen ligger i kantonen Roquecourbe som tillhör arrondissementet Castres. År 2022 hade Saint-Germier 156 invånare.

## Befolkningsutveckling
Antalet invånare i kommunen Saint-Germier
| Referens: INSEE |